# Koundi (Cameroun)
Pour les articles homonymes, voir Koundi.
Koundi est un village camerounais de la région de l'Est. Il se situe dans le département de Lom-et-Djérem et il dépend de la commune de Bélabo et du canton de Pol.
Il se trouve sur la route de Bertoua à Yoko-Betougou.

## Population
D'après le recensement de 1966, Koundi comptait 452 habitants. Il en comptait 429 en 2005.

## Infrastructures
À Koundi se trouve l'une des forêts communautaires en exploitation de la commune. 

## Annexe